# Karel Jordán Červený
Karel Jordán Červený (16. března 1943 Praha – 9. června 2020 Česká Kamenice) byl český římskokatolický kněz, děkan v České Kamenici, čestný kanovník kapituly sv. Štěpána v Litoměřicích a terciář dominikánského řádu.

## Životopis
Narodil se v Praze. Vyučil se knihtiskařem, později absolvoval střední průmyslovou školu grafickou. Pracoval v různých oborech v tiskárně. Po propuštění z politických důvodů v době komunistické totality pracoval v antikvariátu v Praze.
Od roku 1968 spolupracoval s Tovaryšstvem Ježíšovým (jezuity) u sv. Ignáce v Praze. Pod duchovním vedením jezuity Josefa Sukopa požádal v roce 1974 o studium kněžství. Jeho žádost byla posouzena Františkem kardinálem Tomáškem kladně. Politické poměry mu však vstup do semináře a následné studium na teologické fakultě neumožnily. Vystudoval teologii proto tajně.
Po sametové revoluci v roce 1989 se přihlásil litoměřickému biskupovi Josefu Kouklovi, v jehož diecézi žil již několik let, ke kněžské formaci. Byl nejdříve ustanoven jako pastorační pomocník ve farnosti v Turnově. V dalších letech působil v Loukově u Semil jako samostatný pastorační asistent. Na jáhna byl vysvěcen biskupem Kouklem v roce 1996. Kněžské svěcení přijal v roce 1998 v Jablonném v Podještědí, poblíž hrobu sv. Zdislavy, také z rukou biskupa Koukla.
Od roku 1999 byl v České Kamenici ustanoven administrátorem farnosti a od roku 2006 děkanem. 26. prosince 2010 byl litoměřickým biskupem Janem Baxantem jmenován a 12. února 2011 instalován čestným kanovníkem Katedrální kapituly u sv. Štěpána v Litoměřicích.
Na českokamenicku byl znám pro svou podporu obnovy drobných sakrálních památek a žehnání při dokončení jejich oprav.
Zemřel 9. června 2020 na děkanství v České Kamenici.